# 立陶宛—朝鮮關係
立陶宛共和國與朝鮮民主主義人民共和國於1991年9月25日建立外交关系。
1995年至1996年間，金洪林（音譯，Kim Hung-rim）担任北韓驻立陶宛第一任大使（常居丹麦）。

## 經貿關係
2017年間，一間立陶宛公司於欧洲联盟制裁北韓期間，出口了190公噸、價值114萬歐元的紡織品至北韓，可能作為枕頭或類似物品的羽絨填充物。立陶宛外交部認為，該公司出口商品不在禁運商品清單中；統計處與海關為了保護商業隱私，拒絕透露該公司名稱。時任國會議員維陶塔斯·克納吉斯亦無法行使國會調查權，獲取相關資訊。
依立陶宛外交部聲明，除了數項聯合國允許的貨品外，立陶宛直至當年才與北韓建立永久貿易關係。當年9月，聯合國通過制裁北韓後，立陶宛外交部當即呼籲國內企業避免和北韓維持交易，外交部長利納斯·林克維丘斯更表示「我們歡迎新一波的制裁」。